# Amuleto di Lindholm

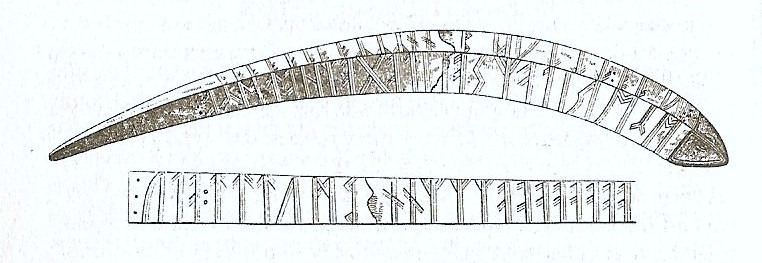
L'amuleto di Lindholm disegnato da Stephens nel 1884

L'amuleto di Lindholm, indicato come DR 261 in Rundata, è un oggetto in osso, fatto a forma di costola, datato tra il II e il IV secolo con un'iscrizione runica.
Venne trovato nel 1840 nella provincia di Scania, Svezia, durante il taglio della torba da una palude. Il processo tagliò l'osso in due e risultò nella distruzione di una runa nella seconda linea del testo.
L'inscrizione recita:
ᛖᚲᛖᚱᛁᛚᚨᛉᛋᚨ[ᚹ]ᛁᛚᚨᚷᚨᛉᚺᚨᛏᛖᚲᚨ᛬
ᚨᚨᚨᚨᚨᚨᚨᚨᛉᛉᛉᚾᚾ[ᚾ]ᛒᛗᚢᛏᛏᛏ᛬ᚨᛚᚢ᛬
ekerilazsa[w]ilagazhateka:
aaaaaaaazzznn[n]bmuttt:alu:
La prima linea è scritta in proto-norreno e può essere sia Ek erilaz sa Wilagaz haite'ka che Ek erilaz Sawilagaz haite'ka. Questa viene tradotta con "Io sono (un) erilaz, sono detto l'astuto" (o "sono chiamato Sawilagaz). Se la parola nella prima linea viene tradotta come un nome proprio, Sawilagaz significa "la persona del Sole (Sowilo)." Se la parola viene tradotta come "l'astuto" o "creatore" o "l'ingannevole" potrebbe essere legata a un epiteto di Odino o di un altro Dio.
La sequenza nella seconda linea contiene una serie "magica" di rune terminante in alu. Le tre rune Tiwaz consecutive sono un'invocazione al Dio Tiwaz, e le otto rune Ansuz sono un'invocazione o una lista simbolica di otto dei.